# Eco Mediterranea
L'Eco Mediterranea è una nave-traghetto Ro-Ro appartenente alla società italiana Grimaldi.

## Servizio
Varato il 29 marzo 2021 nel cantiere navale Nanjing Jinglin Shipyard di Nanjing per il Gruppo Grimaldi alla quale viene consegnato 26 giugno 2022, viene immesso nei collegamenti tra Salerno, Cagliari, Palma di Maiorca e Sagunto a partire dal 28 giugno.

## Navi gemelle
- Eco Barcellona
- Eco Livorno
- Eco Savona
- Eco Adriatica
- Eco Catania
- Eco Malta
- Eco Valencia
- Eco Italia
- Eco Salerno
- Eco Napoli